# Crise du leadership ambazonien
Crise anglophone au Cameroun
La crise du leadership ambazonien (en anglais : Ambazonian leadership crisis) est un conflit interne en cours au sein du gouvernement intérimaire de l'Ambazonie. La crise a commencé le 2 mai 2019, lorsqu'un document signé par le premier président de l'Ambazonie, Sisiku Julius Ayuk Tabe, agissant depuis sa détention à Yaoundé et en contact avec des responsables du ministère de l'intérieur camerounais, a déclaré la dissolution du cabinet du président par intérim Samuel Ikome Sako et restauré son prédécesseur dirigé par Ayuk Tabe lui-même. Cette décision a étonnamment écarté le résultat de l'élection du président par intérim Sako dans un collège électoral élargi le 4 février 2018, combinant le cabinet prédécesseur, les représentants nationaux et régionaux d'Ambazonie.
En février 2022, Sako a ordonné la suspension du Conseil de la restauration, la branche législative de son gouvernement par intérim. Le Conseil de la restauration a ensuite destitué Sako, ce qui pourrait aggraver la crise du leadership.

## Contexte
À la suite de l'arrestation du cabinet Ayuk Tabe en janvier 2018 au Nigeria, Samuel Ikome Sako a été élu président par intérim du gouvernement provisoire. Sa présidence a vu des tentatives d'unir le camp séparatiste sous un même toit (notamment la création du Conseil de libération du Cameroun méridional en avril 2019), mais a dû faire face à des critiques pour incompétence, division et détournement de fonds présumés.

## Scission entre Sisiku Ayuk Tabe et Samuel Ikome Sako (2019-2022)
Le 2 mai 2019, Ayuk Tabe - toujours en prison - a déclaré que le cabinet dirigé par Sako avait été dissous, et que le cabinet dirigé par lui-même avait été restauré. Bien que le document reconnaisse le cabinet Sako pour ses efforts sincères, il affirme qu'il n'était finalement pas apte à continuer : 

« Considérant que malgré tous les efforts des Ambazoniens bien intentionnés qui ont répondu à mes appels pour maintenir le gouvernement intérimaire à flot en accueillant le cabinet intérimaire pendant que ces questions de luttes intestines dans la lutte impliquant de graves irrégularités à la fois dans la gestion des ressources matérielles et humaines sont réglées, le cabinet intérimaire a perdu la capacité de réconcilier notre peuple et, ce faisant, a mis en péril l'identité et la mission du gouvernement intérimaire pour achever la décolonisation du Cameroun méridional en faisant progresser nos intérêts nationaux collectifs.
Il m'incombe, en tant que serviteur et leader fiduciaire, d'apporter réparation aux Ambazoniens du Cameroun méridional, à leur lutte et à leur nation, de leur lente descente vers une note de bas de page de notre propre histoire.
Par la présente, je déclare et ordonne que le cabinet intérimaire soit immédiatement dissous et que le cabinet qui était en fonction le 5 janvier 2018, lorsque moi-même et une partie de la direction ont été enlevés, soit reconstitué, restauré et réactivé. »

Quelque temps après avoir fait cette déclaration, Ayuk Tabe a contacté l'ancien parlementaire du Front social démocrate (SDF) Wirba Joseph, lui demandant d'assumer la direction de la révolution. Wirba a décliné la demande, estimant que le gouvernement provisoire était une « structure imaginaire » et nuisait à la cause.
Cependant, le cabinet dirigé par Sako n'a pas reconnu l'autorité d'Ayuk Tabe pour congédier le cabinet intérimaire, et a par conséquent refusé de démissionner. En juin 2019, le Conseil de restauration de l'Ambazonie a « destitué » Ayuk Tabe pour « faute de trahison », et a déclaré qu'il avait perdu son mandat pour parler au nom de l'Ambazonie.
La crise de leadership a compliqué les allégeances déjà délicates entre les mouvements séparatistes. Le Conseil de gouvernement de l'Ambazonie (AGovC), qui a traditionnellement eu une relation compliquée avec le gouvernement intérimaire, a exprimé son soutien à Ayuk Tabe. Wirba Joseph a qualifié d'« absurde » la destitution d'Ayuk Tabe. En novembre 2019, des sources pro-séparatistes ont rapporté que Sako et ses partisans avaient changé son titre de président intérimaire par intérim en président, visant à remplacer définitivement Ayuk Tabe même si ce dernier devait un jour être libéré.
Le 13 octobre 2020, Ayuk Tabe a appelé de sa prison à Yaoundé pour régler le différend et coopérer contre le Cameroun. Le Président Ikome Sako a réitéré son refus de reconnaître le cabinet d'Ayuk Tabe, déclarant qu'« il n'y a qu'un seul gouvernement intérimaire ». Il a en outre insisté pour qu'Ayuk Tabe déclare la dissolution de son cabinet avant que toute réconciliation puisse avoir lieu,.

## Scission au sein de la faction pro-Sako et l'AGovC (depuis 2022)
En février 2022, Sako a ordonné la suspension du Conseil de restauration, l'organe législatif du gouvernement provisoire. Le Conseil de restauration a ensuite destitué Sako, élargissant ainsi la longue crise de leadership ambazonien. Lors de sa réunion à Washington DC, du 10 au 13 mars 2022, la deuxième Conférence stratégique des parties prenantes de l'Ambazonie a transformé le Conseil de restauration en une Chambre des représentants intérimaire élue dans les 13 comtés de l'Ambazonie et a réaffirmé le soutien de Sako en tant que président de l'Ambazonie. Dans le même temps, le Conseil de restauration a déclaré Marianta Njomia comme remplaçante de Sako.
Le 10 septembre 2022, le porte-parole de longue date d'IG, Chris Anu (frère du général séparatiste décédé Oliver Lekeaka et ancien fidèle de Sako) s'est déclaré Président de l'Ambazonie. En conséquence, le mouvement séparatiste s'est retrouvé avec quatre candidats à la présidence.
Le 21 janvier 2023, le gouvernement du Canada a annoncé que les parties belligérantes avaient signé un accord pour entamer un processus de paix facilité par le Canada. L'accord a été signé par le gouvernement camerounais, le Conseil de gouvernement d'Ambazonie (et sa branche armée, l'ADF), le Mouvement populaire de libération d'Afrique (et sa branche armée, la SOCADEF), le gouvernement intérimaire d'Ambazonie et l'équipe de la Coalition d'Ambazonie.
Au début de l'année 2023, l'AGovC a également connu une scission lorsque l'adjoint du Capo Daniel a quitté le groupe pour créer ses propres factions indépendantes. Bien que Daniel et le reste de l'AGovC, dirigé par Lucas Ayaba Cho, aient d'abord semblé se séparer à l'amiable,, Capo Daniel a commencé à défier ouvertement Lucas au cours des mois suivants. En juin 2023, l'ancien député s'est déclaré « nouveau chef de la guerre pour la libération de l'Ambazonie » et a dénoncé Lucas,.

## Conséquences

### Effets sur les négociations avec le Cameroun
Le conflit de leadership a conduit à l'émergence apparente de deux gouvernements, un leadership élu sous le président Sako dans la diaspora et un leadership putatif sous Ayuk Tabe à Yaoundé, chacun revendiquant sa légitimé. Ce changement de paradigme a peut-être compliqué et retardé la perspective de pourparlers directs avec le gouvernement camerounais. Au cours de la seconde moitié de 2019, la Suisse est devenue le médiateur des pourparlers de paix entre les indépendantistes ambazoniens et le gouvernement camerounais. Ces pourparlers en Suisse ont été boycottés par la faction Ayuk Tabe qui a menacé de faire dérailler une initiative soutenue par les Nations Unies, l'Union africaine et l'Union européenne à l'exception de la France.
En juillet 2020, des responsables camerounais ont rencontré Ayuk Tabe pour discuter d'un cessez-le-feu en l'absence de tout médiateur ou garant international. Le gouvernement dirigé par Sako a répondu à la réunion en déclarant que les prisonniers ne peuvent pas négocier. L'AGovC, qui avait soutenu Ayuk Tabe contre Sako, a adopté une position similaire.

### Relations avec le Nigeria
La crise du leadership a refait surface à la mi-2021, lorsque les pro-Ayuk Tabe AGovC ont annoncé une alliance avec le mouvement indépendantiste pour les peuples indigènes du Biafra (IPOB). Sako a dénoncé l'alliance en raison de l'importance de la bonne volonté du Nigéria et a fait valoir qu'AGovC avait mis en danger les centaines de milliers de réfugiés anglophones au Nigéria. Le gouvernement dirigé par Sako a préféré réparer les relations entre l'Ambazonie et le Nigéria.
L'AGovC a riposté, déclarant que « ceux qui ont libéré le Rwanda venaient des camps de réfugiés en Ouganda » et que « le Nigéria s'est montré ne pas être notre ami ». L'IPOB a également dénoncé la revendication de Sako à la présidence ambazonienne, le déclarant, l'un des nombreux « traîtres et compagnons égoïstes ».

### Luttes intestines sur le terrain
La destitution de Sako par le Conseil de restauration en février 2022 a coïncidé avec une escalade des luttes intestines sur le terrain, le Conseil d'autodéfense d'Ambazonie ayant déjà commencé à se fracturer. Étant donné la nature autonome de nombreux groupes armés, le lien de causalité entre la crise de leadership et les luttes intestines au sein du GI reste un sujet de débat.